# Francisco Coello de Portugal y Acuña
Francisco de Paula Coello de Portugal y Acuña Goicorrotea y Gómez de La Torre, más conocido como Fray Coello de Portugal (Jaén, 3 de abril de 1926 – Madrid, 16 de agosto de 2013), fue un arquitecto del movimiento moderno y sacerdote español. 

## Biografía
Estudio en la Escuela Superior de Arquitectura de Barcelona y obtiene su título de arquitecto en 1953 en Madrid. Un año más tarde ingresó en la orden de los Dominicos, para quienes construye además un convento y un colegio-seminario menor en León. Gracias a esto recibe su primer gran encargo, el santuario de la Virgen del Camino en León. En 1964 abre un estudio de arquitectura en el convento de Sto. Domingo el Real en Madrid. Realizó más de 300 proyectos (incluyendo restauraciones de edificios históricos), trabajando también fuera de España: Inglaterra, Venezuela, Puerto Rico, Curaçao, Angola, Camerún, Sudáfrica, Corea y  Taiwán.

## Obras destacadas

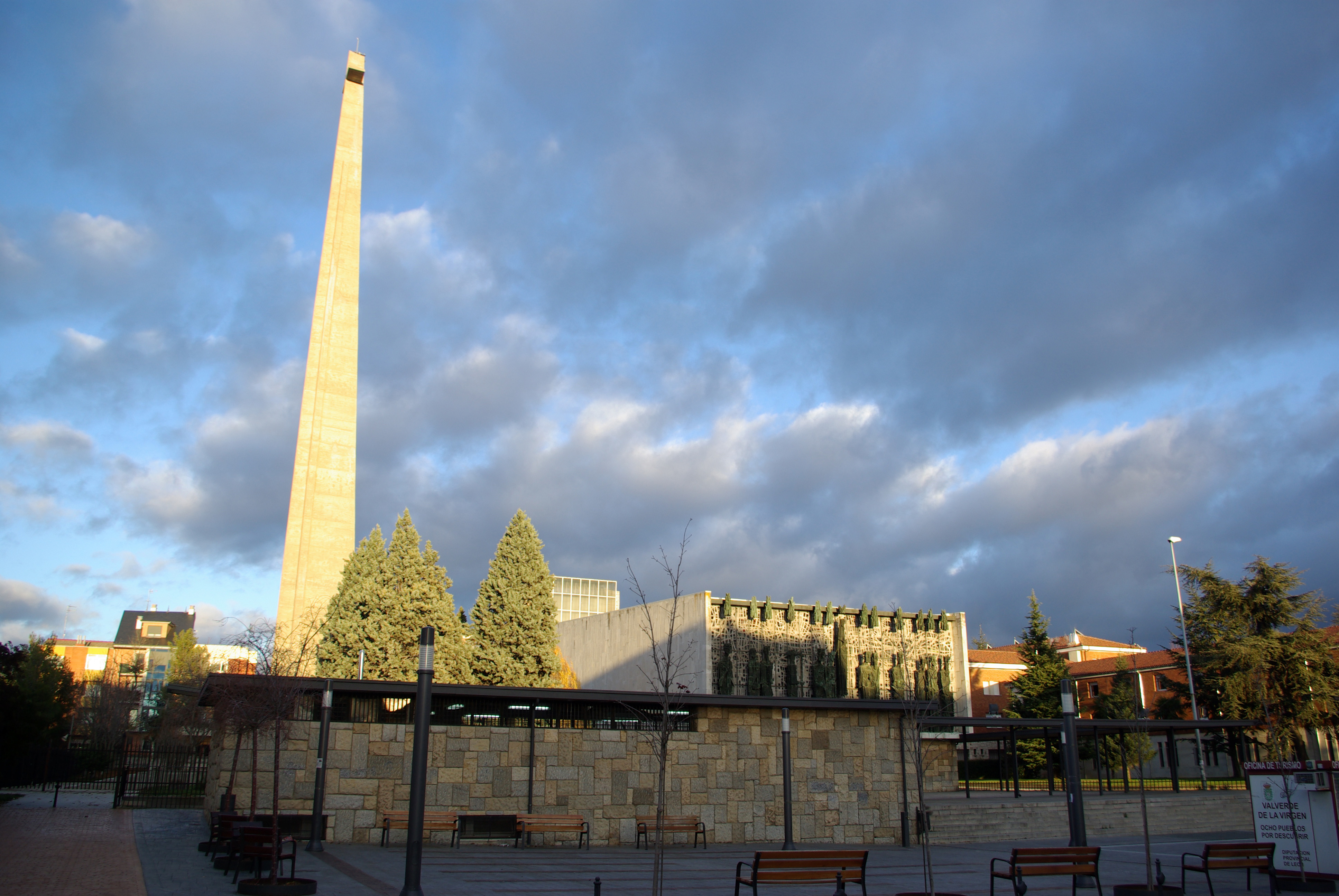
Basílica de la Virgen del Camino

- 1955-1966 Santuario de la Virgen del Camino, León.
- 1960 Colegio Santa María de Yermo, Madrid.
- 1962-1964 Monasterio de Santa Inés, Zaragoza.
- 1962-1965 Colegio Santo Domingo de Guzmán, Palencia .
- 1964-1966 Centro Experimental de Promoción Social, Madrid.
- 1964-1968 Colegio de los Sagrados Corazones, Torrelavega Cantabria.
- 1965-1968 Iglesia parroquial de Becerril de la Sierra, Madrid.
- 1966-1967 Colegio e iglesia de los Padres Dominicos de La Felguera, Asturias.
- 1966-1968 Convento de Santa Catalina de Siena, Alcobendas, Madrid.
- 1967-1970 Colegio Santa Rosa de Lima, Tenerife.
- 1973 Colegio la Pureza de María, Tenerife.
- 1968 Colegio de la Sagrada Familia, Cuenca.
- 1968-1976 Convento de la Encarnación de Lejona, Vizcaya.
- 1970-1975 Colegio de San Cugat del Vallés, Barcelona.
- 1980: Ampliación del Colegio Sagrado Corazón, Segovia.[4]
- 2000 Catedral Episcopal de San Juan de Taipéi, Taiwán.
- 2009-2013 Iglesia para las jesuitinas en Metoro  (Mozambique) (arquitectos colaboradores Tilopa Van Pallandt y Bilbo García-Conde)